# Thrandina
Thrandina là một chi nhện trong họ Salticidae.

## Các loài
Phân loại The World Spider Catalog 13.5:
- Thrandina bellavista Maddison, 2012
- Thrandina cosanga Maddison, 2012
- Thrandina parocula Maddison, 2006